# Eremosuchus
Eremosuchus é um gênero extinto de mesoeucrocodiliano sebecossúquio [en]. Fósseis foram encontrados em El Kohol, Argélia, da idade Eocena. Possuía dentes serrilhados e zifodontes.
O gênero foi originalmente referido à família Trematochampsidae [en] em 1989. Uma relação próxima com baurussuquídeos também foi considerada. No entanto, foi apenas provisoriamente atribuído a esta família com base em algumas características do esqueleto craniano. Algumas características, como uma sínfise larga e côncava e dentes comprimidos lateralmente, não são restritas aos trematochampsídeos e ocorrem em alguns sebecossúquios, como Baurusuchus e Sebecus [en]. Outras características, como o surangular formando parte da articulação craniomandibular, também podem ser encontradas em muitos mesoeucrocodilianos basais. Uma análise filogenética posterior colocou Eremosuchus dentro da subordem Sebecosuchia. Agora, acredita-se que seja um dos muitos sebecossúquios putativamente atribuídos que não podem ser firmemente colocados em nenhuma família. Acredita-se que seja o parente mais próximo do gênero Pehuenchesuchus [en].